# Jardim do Mar
Jardim do Mar es una freguesia muy visitada especialmente por los surfistas en la Isla de Madeira. Entre sus recursos económicos destaca la caña de azúcar. Está muy cerca de Paul do Mar.
- Datos: Q1062773
- Multimedia: Jardim do Mar / Q1062773

1. ↑  Worldpostalcodes.org,código postal n.º 9370-412.